# Pilíř

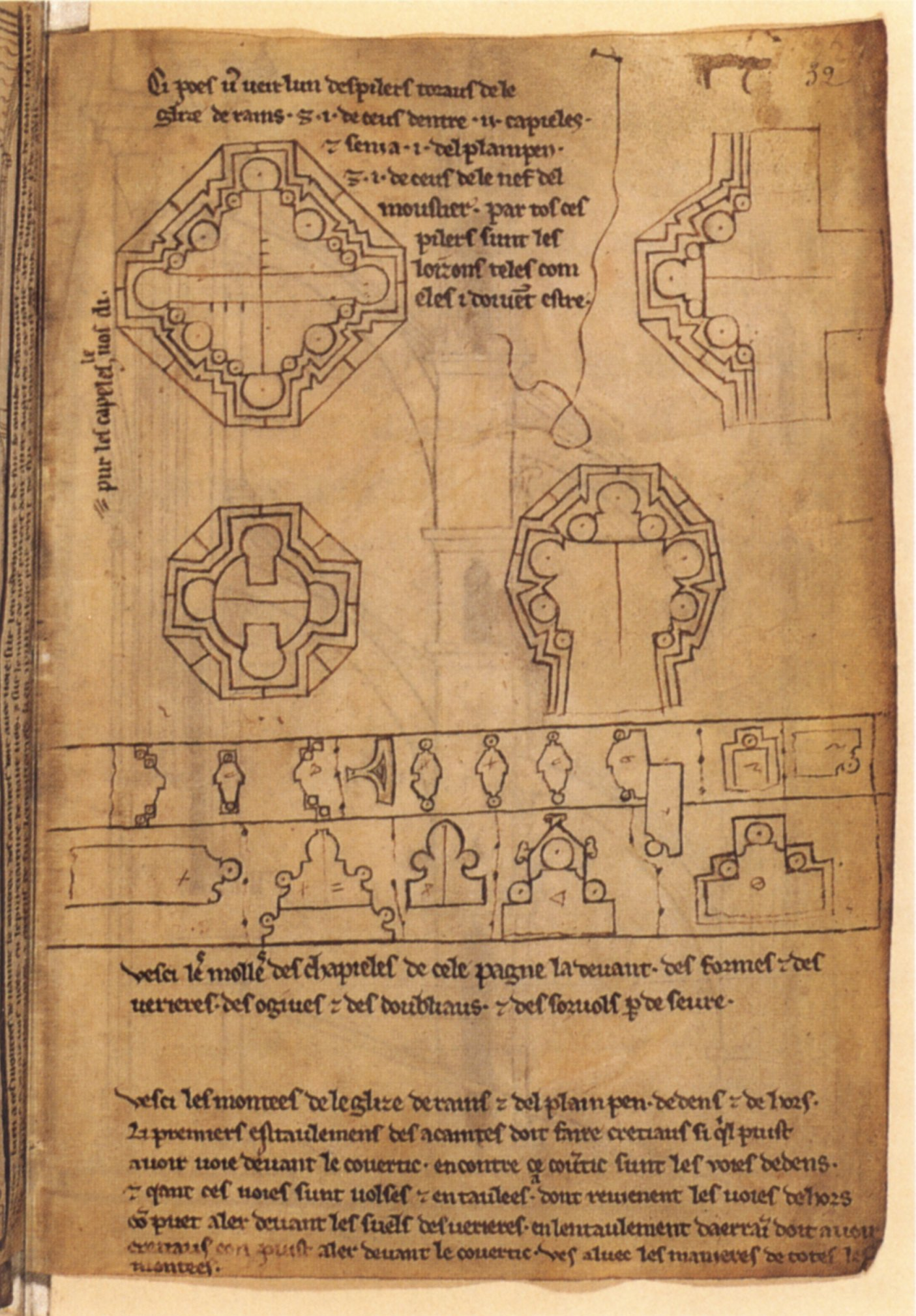
Villard de Honnecourt, Hutní kniha, nákresy řezů gotickými svazkovými pilíři (pod nimi profily kružeb), Francie, 13. století

Pilíř je svislý nosný prvek v architektuře.
V klasické řádové architektuře se jako pilíř označuje nosný prvek čtvercového či obdélníkového průřezu. Pokud má kruhový průřez, hlavici a patku (dórský sloup pouze hlavici), nazývá se sloup. Pilíř může být opatřen náběžnou římsou a soklem. Je-li pilíř částečně zapuštěn do zdiva, nazýváme jej polopilíř, pokud je jeho hloubka výrazně menší než šířka (nemá nosnou, ale pouze dekorativní funkci) a je opatřen hlavicí a patkou, nazýváme jej pilastr, pokud hlavici a patku nemá, jedná se o lisénu.
V literatuře pojednávající o gotické architektuře není vymezení termínů sloup a pilíř dodržováno zcela striktně. Přesto by se termínem „sloup“ měly označovat pouze prvky, které vskutku mají kruhový průřez, hlavici a patku. Všechno ostatní by se mělo nazývat termínem „pilíř“, přičemž je tak nazýván i nosný prvek tvořený svazkem prutů (přípor) o velmi složitém celkovém průřezu. Nazýváme jej pak „svazkový pilíř“.
V moderní architektuře je termínem pilíř chápán nosný prvek větší mohutnosti, například v případě mostů – mostní pilíř (jiný je pylon). Často se používá také termín „opěrný pilíř“, což je zpravidla blok zdiva podpírající například starší poškozenou zeď.